# Werner Ostendorff

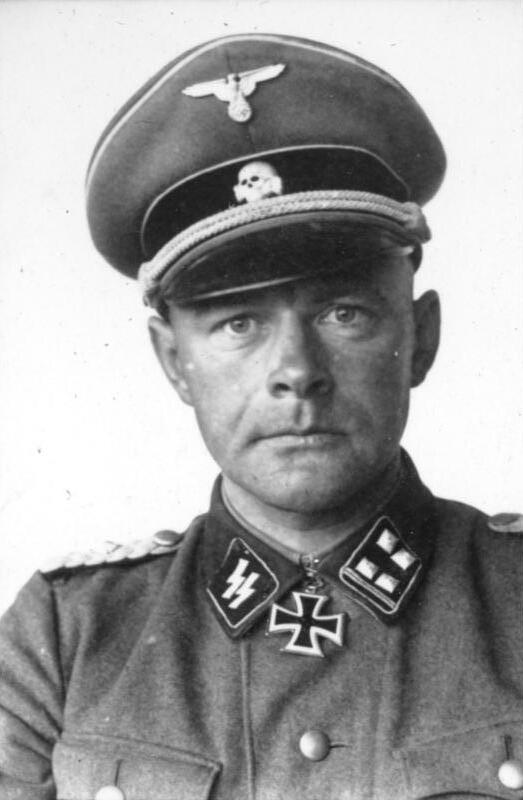
W. Ostendorff, hier SS-Obersturmbannführer

Werner Gottfried Richard Ostendorff (* 15. August 1903 in Königsberg (Preußen); † 1. Mai 1945 in Bad Aussee) war deutscher Offizier, zuletzt SS-Gruppenführer und Generalleutnant der Waffen-SS im Zweiten Weltkrieg.

## Leben
Ostendorff war ein Sohn des Regierungsassessors Ernst Ostendorff (1867–1928) und dessen Ehefrau Frieda, geborene Gerlach (1879–1959). Nach einer kaufmännischen Ausbildung trat Werner Ostendorff am 5. November 1925 in das Infanterie-Regiment 1 ein. Er wurde am 1. Mai 1930 zum Leutnant und am 1. Juli 1933 zum Oberleutnant für die Fliegertruppe Jüterbog befördert. Am 1. März 1934 wechselte er zur Luftwaffe und kam am 1. Oktober 1935 als SS-Obersturmführer an die SS-Junkerschule Bad Tölz (SS-Nummer 257.146). Am 30. Januar 1936 wurde er zum SS-Hauptsturmführer befördert und Lehrer an der SS-Junkerschule. Zum 1. Mai 1937 trat er der NSDAP bei (Mitgliedsnummer 4.691.488). Am 17. August 1938 wurde er Führer einer Kompanie in der 4. SS-Standarte „Der Führer“ und am 1. Juni 1939 zum SS-Sturmbannführer befördert. Am gleichen Tag wurde er Kommandeur eines SS-Bataillons, mit dem er zu Beginn des Zweiten Weltkriegs am Überfall auf Polen teilnahm. Danach nahm er am Westfeldzug teil, wonach er mit beiden Klassen des Eisernen Kreuzes ausgezeichnet wurde.
Am 13. Dezember 1940 wurde er zum SS-Obersturmbannführer befördert. Anschließend nahm er am Balkanfeldzug und ab Juni 1941 am Überfall auf die Sowjetunion teil. Nach der Kesselschlacht bei Smolensk am 13. September 1941 wurde er mit dem Ritterkreuz ausgezeichnet. Am 1. März 1942 wurde er zum SS-Standartenführer befördert und am 5. Juni 1942 mit dem Deutschen Kreuz in Gold ausgezeichnet. Ab Juli 1942 wurde er unter Paul Hausser Stabschef des neu aufgestellten SS-Panzerkorps und kämpfte mit diesem im Februar und März 1943 in der 3. Schlacht um Charkow. Am 20. April 1943 zum SS-Oberführer befördert, übernahm er am 26. November 1943 die Führung der 17. SS-Panzergrenadier-Division „Götz von Berlichingen“ in Frankreich. Am 20. April 1944 folgte die Beförderung zum SS-Brigadeführer und Generalmajor der Waffen-SS. Ab Juni 1944 nahm er an den Kämpfen in der Normandie teil, wobei er am 16. Juni bei Carentan schwer verwundet wurde. Vom 21. Oktober 1944 bis zum 15. November 1944 übernahm er ein weiteres Mal die SS-Panzergrenadier-Division „Götz von Berlichingen“. Am 1. Dezember 1944 wurde er zum SS-Gruppenführer und Generalleutnant der Waffen-SS befördert und Chef des Stabes der Heeresgruppe „Oberrhein“. Als Kommandeur der 2. SS-Panzer-Division „Das Reich“ (29. Januar bis 9. März 1945) wurde Ostendorff am 9. März 1945 bei Stuhlweißenburg in Ungarn durch eine Brandgranate schwer verwundet und verstarb infolge einer Gasbrandinfektion am 1. Mai 1945 in einem Reservelazarett in Bad Aussee.

## Dienstränge
- Schütze: 2. November 1925
- Offizieranwärter: 1. April 1926
- Gefreiter: 1. August 1927
- Unteroffizier: 1. Oktober 1927
- Fähnrich: 1. August 1928
- Oberfähnrich: 1. August 1929
- Leutnant: 1. Juni 1930
- Oberleutnant: 1. Juli 1933
- SS-Obersturmführer: 1. Oktober 1935
- SS-Hauptsturmführer: 30. Januar 1938
- SS-Sturmbannführer: 1. Juni 1939
- SS-Obersturmbannführer: 13. Dezember 1940
- SS-Standartenführer: 1. März 1942
- SS-Oberführer: 20. April 1943
- SS-Brigadeführer und Generalmajor der Waffen-SS: 20. April 1944
- SS-Gruppenführer und Generalleutnant der Waffen-SS: 1. Dezember 1944

## Auszeichnungen
- Eisernes Kreuz (1939) II. und I. Klasse
- Ritterkreuz des Eisernen Kreuzes am 13. September 1941[3]
- Deutsches Kreuz in Gold am 5. Juni 1942[3]
- Medaille Winterschlacht im Osten 1941/42 1942
- Allgemeines Sturmabzeichen
- Verwundetenabzeichen (1939)